# Канон лікарської науки
«Кано́н лі́карської нау́ки» (араб. القانون في الطب‎‎ Al-Qanun fi t-Tibb) — робота енциклопедичного характеру з медицини, написана перським науковцем XI століття Авіценною.

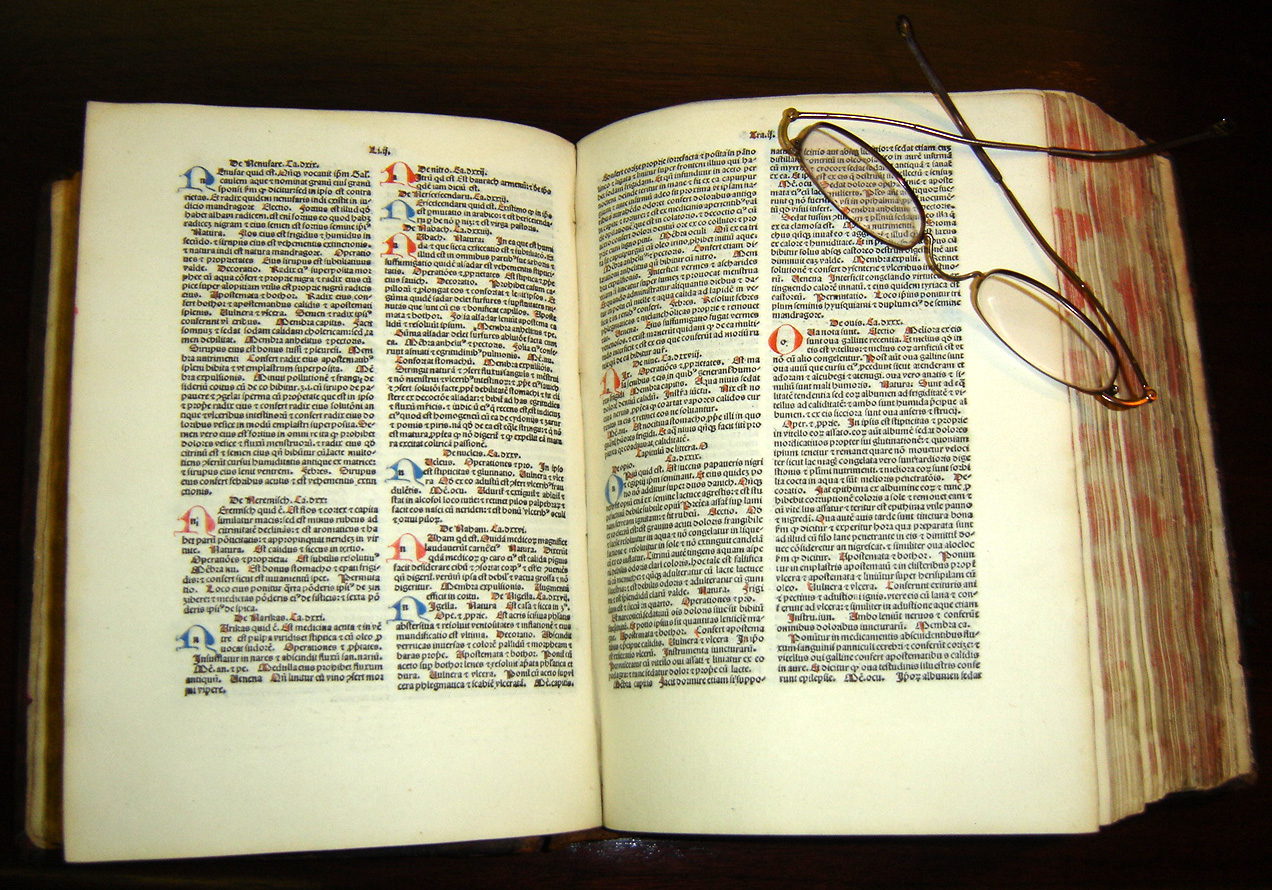
Видання «Канону лікарської науки» латиною

При написанні книги Авіценна спирався на прочитані ним праці античних медиків, зокрема Галена і Гіпократа, а також у значній мірі на власний досвід спостережень за хворими, дослідження лікувальних властивостей рослин. «Канон лікарської науки» був основним підручником для вивчення медицини у багатьох середньовічних університетах.
«Канон лікарської науки» складається з п'яти книг.

## Зміст

### Перша книга
У першому томі викладені теоретичні погляди медичних поглядів Авіценни, філософія медицини і почасти її історія. Наведений короткий огляд анатомії людини.
У цій же книзі містяться вчення про рідини («соки») людського організму. На той час медицина не знала про існування кровообігу. Натомість панівною була версія про те, що в тілі людини є чотири види рідин. Кров у артеріях, флегма — у мозкові, жовта жовч — у печінці, чорна жовч — у селезінці.
Розглядаються відмінності у тілобудові людей, детально аналізуються причини як хвороб з їхніми симптомами, так і здоров'я.
Окремі розділи в першій книзі виділені для пульсу та сечі.
Приділена увага режиму, фізичним вправам, дієтетиці.

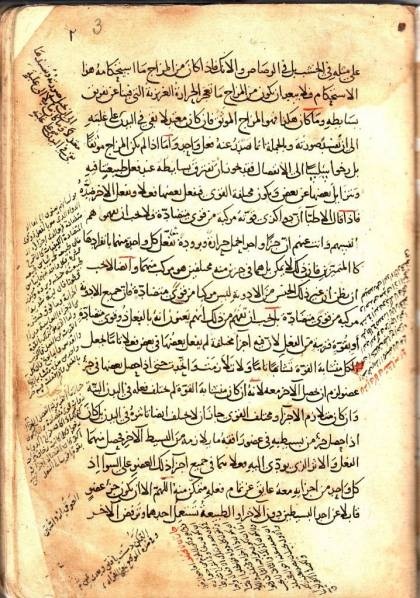
Рукописна копія сторінки з другого тому «Канону лікарської науки», зберігається в музеї Інституту рукописів Азербайджанської академії наук

### Друга книга
У другій книзі описуються прості ліки. Наведено 785 рослинних, тваринних та мінеральних засобів із вказанням їхнього походження, способу добування і методів приготування і застосування.

### Третя книга
Третя книга присвячена місцевим хворобам. Детально розглядаються хвороби голови: очей, вух, горла, носа, язика тощо.

### Четверта книга
Описує загальні хвороби організму. Багато уваги приділено різним видам гарячки.

### П'ята книга
П'ятий том містить описи та способи приготування і застосування складних ліків.

## Відкриття, зроблені Авіценною у «Каноні лікарської науки»
У праці Авіценни він висунув нові для тогочасної науки гіпотези:
- припустив, що існують дуже дрібні істоти, які псують воду, спричиняють та переносять хвороби;
- першим звернув увагу на те, що харчові продукти можуть бути ліками;
- фізичні вправи та дотримання чистоти сприяють здоров'ю;
- визначив різницю між чумою та холерою;
- визначив, що натуральна віспа є заразною хворобою;
- першим описав проказу, відмежувавши її від слоновості;
- так само розмежував плеврит і запалення легень;
- детально описав виразку шлунка;
- дослідив та визначив ознаки менінгіту;
- відкрив та описав розташування м'язів ока;[3].